# Avenue Guillaume Van Leeuw
L'avenue Guillaume Van Leeuw est une avenue d'Evere (Belgique). 
Guillaume Van Leeuw fut bourgmestre de la commune d'Evere de 1912 à 1946.